# 44e division de réserve (Empire allemand)
La 44e division de réserve est une unité de l'armée allemande qui participe à la Première Guerre mondiale.

## Première Guerre mondiale

### Composition

#### Composition à la mobilisation - 1916
- 87e brigade d'infanterie de réserve

205e régiment d'infanterie de réserve
206e régiment d'infanterie de réserve
- 88e brigade d'infanterie de réserve

207e régiment d'infanterie de réserve
208e régiment d'infanterie de réserve (de)
- 16e bataillon de jäger de réserve
- 44e régiment de cavalerie de réserve
- 44e régiment d'artillerie de campagne de réserve
- 44e compagnie de pionniers

#### 1917
- 87e brigade d'infanterie de réserve

205e régiment d'infanterie de réserve
206e régiment d'infanterie de réserve
208e régiment d'infanterie de réserve
- 44e régiment de cavalerie de réserve
- 44e régiment d'artillerie de campagne de réserve
- 344e bataillon de pionniers

#### 1918
- 87e brigade d'infanterie de réserve

205e régiment d'infanterie de réserve
206e régiment d'infanterie de réserve
208e régiment d'infanterie de réserve
- 4e escadron du 7e régiment de dragons
- Artillerie

44e régiment d'artillerie de réserve
2e bataillon du 21e régiment d'artillerie à pied (4e et 6e batteries)
- 344e bataillon de pionniers

### Historique

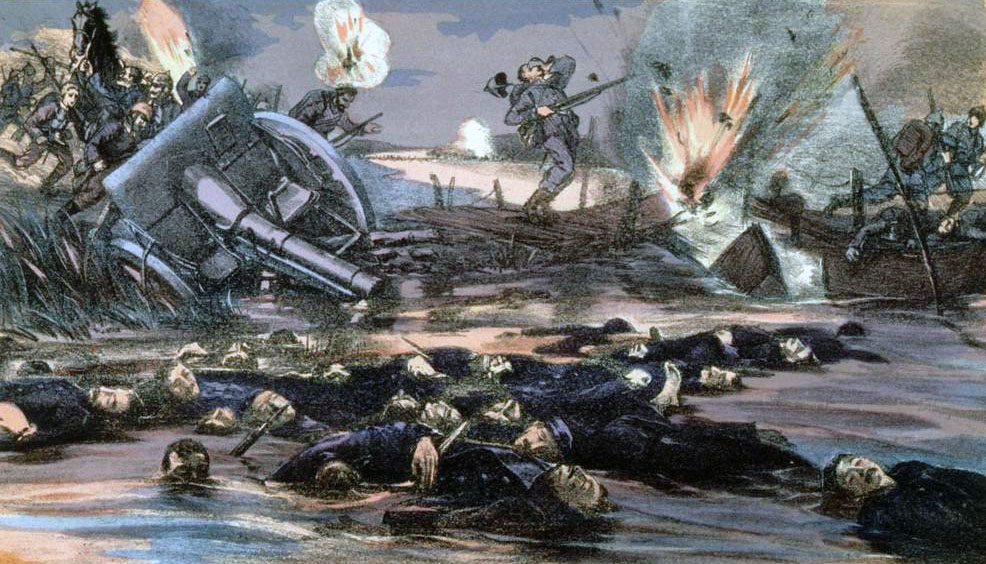
Bataille de l'Yser par A. Tolmer en 1918 (la Grande Guerre, no 20).

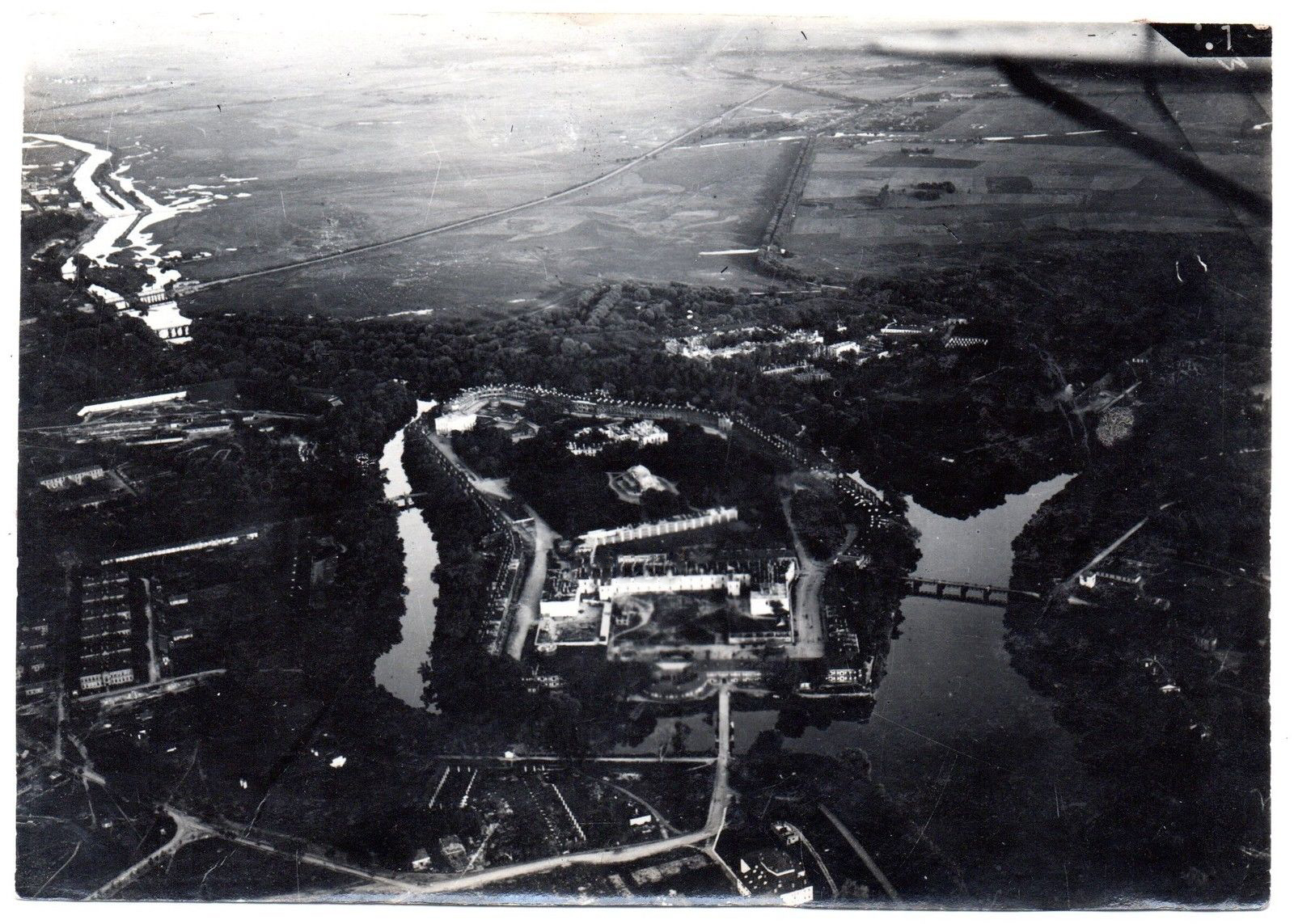
Photographie aérienne de la forteresse de Brest-Litovsk, vers 1915-1918.

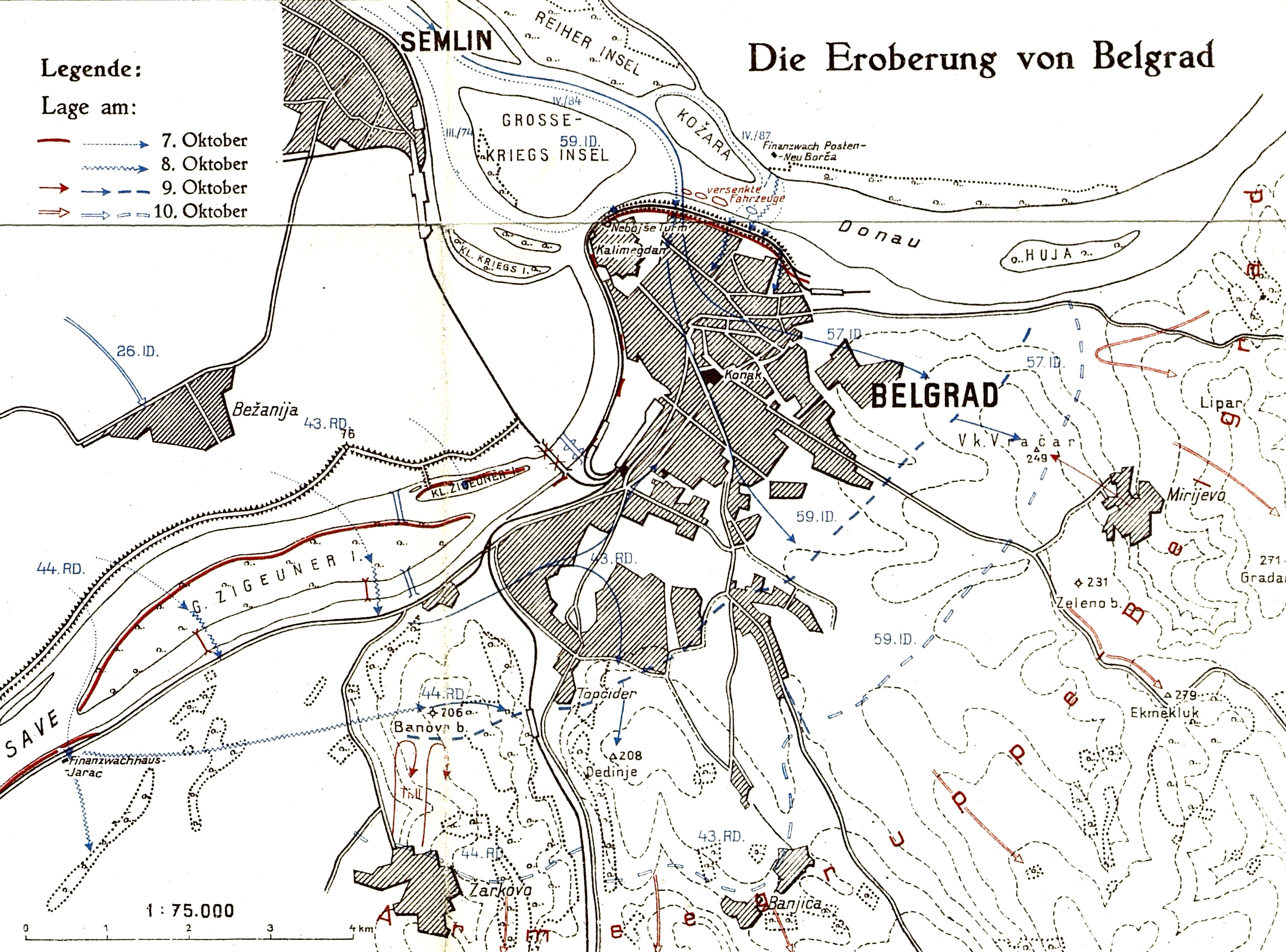
Carte de Belgrade, ville prise du 7 au 10 octobre 1915.

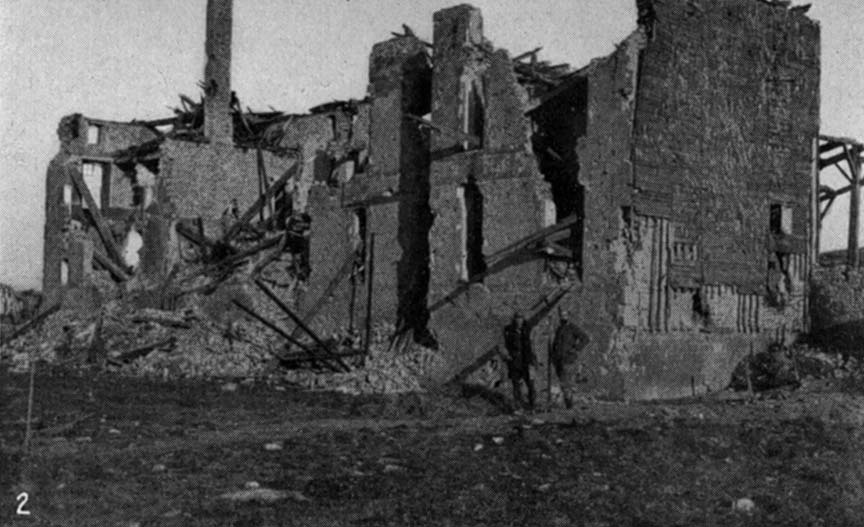
Village détruit d'Esnes-en-Argonne près d'une cote 304.

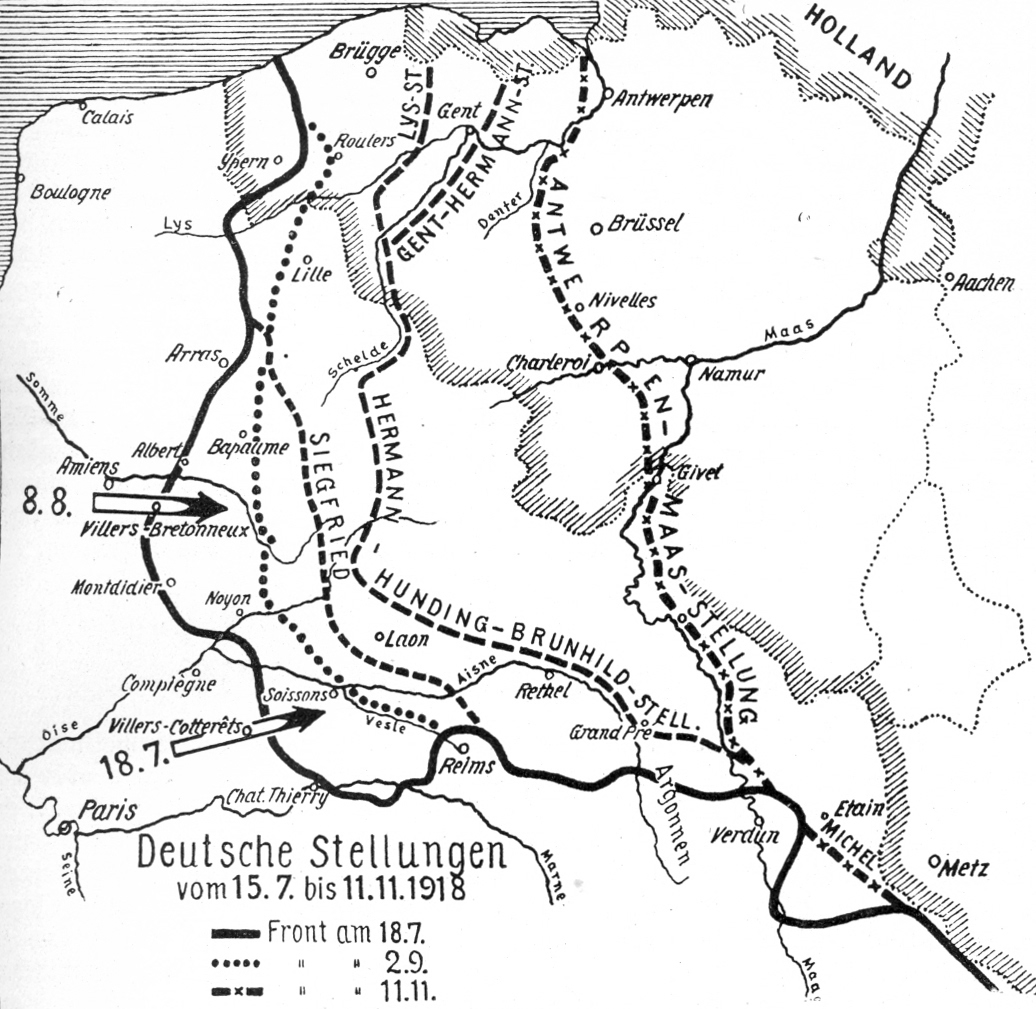
Carte de lignes fortifiées allemandes à l'automne 1918.

Au déclenchement du conflit, la 44e division de réserve forme avec la 43e division de réserve le 22e corps de réserve du général Eugen von Falkenhayn (en).

#### 1914
- 20 octobre - 30 novembre : combats autour de Dixmude
- À partir du 1er décembre : combats de position sur l'Yser

#### 1915
- Jusqu'au 21 avril : combats de position sur l'Yser
- 22 avril - 25 mai : combats devant Ypres
- 26 mai - 1er juin : combats de position sur l'Yser
- 1er - 10 juin : transport par voie ferrée vers le front de l'Est
- 12 - 15 juin : combats de rupture autour de Lubaczów (Galicie)
- 17 - 22 juin : seconde bataille de Lemberg
- 22 juin - 16 juillet : combats de poursuite à la limite de la Galicie et de la Pologne russe
- 16 - 17 juillet : combats de rupture autour de Krasnystaw
- 19 - 28 juillet : combats de jonction
- 29 - 30 juillet : combats de rupture autour de Biskupice
- 31 juillet - 19 août : combats de poursuite entre le Wieprz et le Boug
- 19 - 24 août : prise de Brest-Litovsk
- 19 août - 4 septembre : combats de poursuite entre le Boug et la Iasselda
- 4 septembre - 6 octobre : transfert à la frontière nord de la Serbie
- 6 octobre - 22 novembre : campagne de Serbie
  - 7 octobre : traversée de la Save et prise du mont Banovo
  - 9 octobre : prise de Belgrade
- À partir du 26 novembre : en réserve en Syrmie

#### 1916
- Jusqu'au 6 février : en réserve en Syrmie
- 1er - 6 février : transport vers le front de l'Ouest
- 6 février - 3 mars : réserve de la 6e armée
- 25 mars - 15 juin : bataille de Verdun
  - 3 - 7 mai : combats de la cote 304
  - 20 - 29 juin : combats du Mort-Homme
- 1er - 11 juillet : bataille de la Somme
- À partir du 30 octobre : combats de position autour de Roye et Noyon

#### 1917
- Jusqu'au 15 mars : combats de position autour de Roye et Noyon
- 6 avril - 2 mai : bataille du Chemin des Dames
- 17 mai - 21 octobre : combats de position en Argonne vers Seuzey et le bois Loclont
- 23 octobre - 28 novembre : deuxième bataille de Flandre
- À partir du 28 novembre : combats de position en Flandre et Artois

#### 1918
- Jusqu'au 4 août : combats de position en Flandre et Artois
  - 9 - 18 avril : bataille d'Armentières
- 5 - 23 août : combats entre Ypres et La Bassée
- 24 août - 2 septembre : combats entre Monchy et Bapaume
- 3 - 15 septembre : combats sur la ligne Siegfried
- 18 septembre - 11 octobre : combats de position en Lorraine
- 11 octobre - 4 novembre : combats sur la position Hermann
- 5 - 11 novembre : combats de retraite vers la ligne Anvers-Meuse
- À partir du 12 novembre : évacuation des territoires occupés et rapatriement

## Chefs de corps
| Grade           | Nom                           | Date                             |
| --------------- | ----------------------------- | -------------------------------- |
| Generalleutnant | Eugen von Dorrer (de)         | 25 août 1914 - 2 avril 1916      |
| Generalmajor    | Carl von Wichmann             | 3 avril - 17 juin 1916           |
| Generalleutnant | Kurt Christoph von Fölkersamb | 21 septembre 1916 - 19 août 1917 |
| Generalleutnant | Anton Digeon von Monteton     | 20 août 1917 - 15 mars 1918      |
| Generalmajor    | Otto Haas (de)                | 16 mars - 16 décembre 1918       |